# Ізар-Лойзах (льодовик)

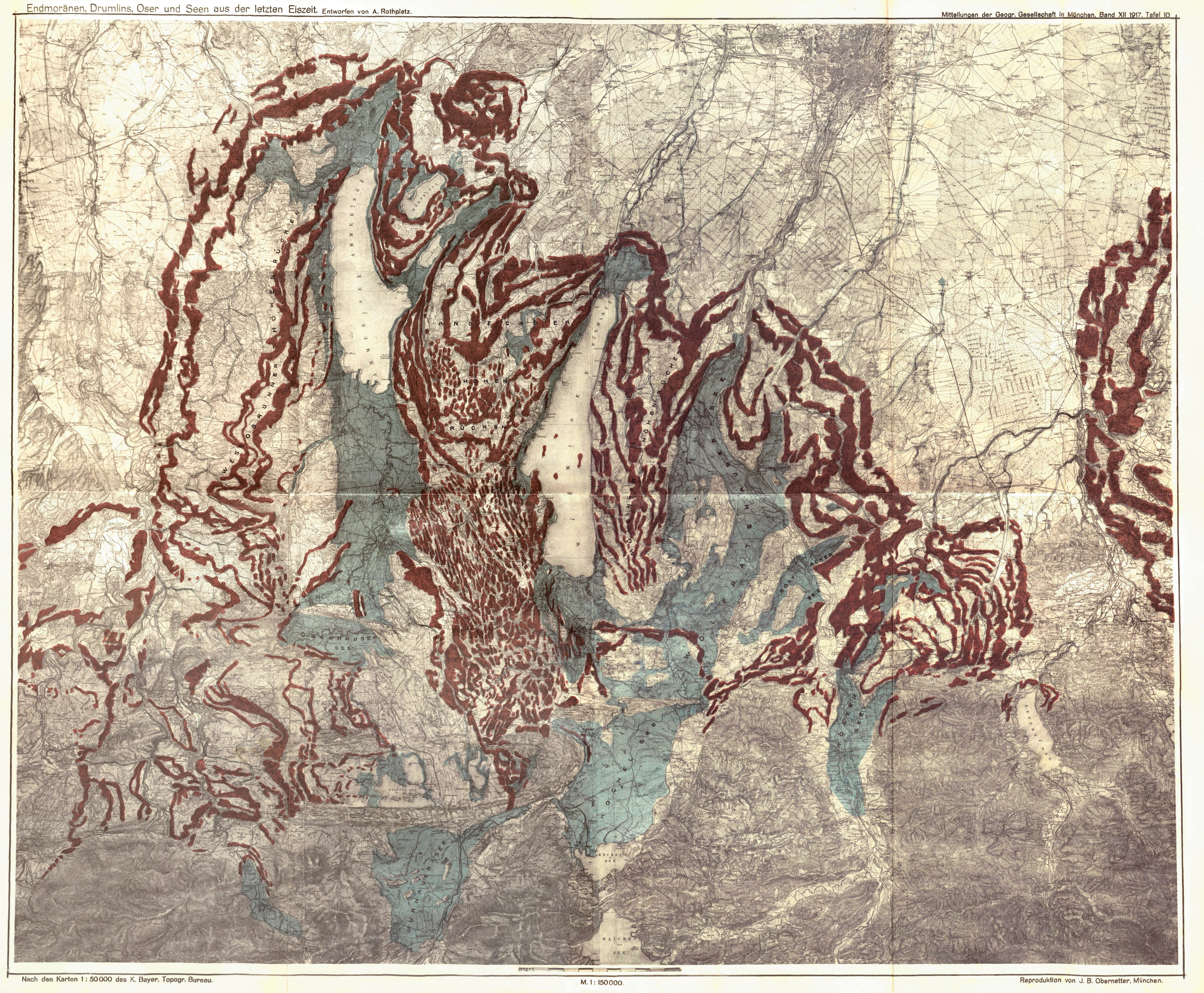
Максимальна протяжність льодовика Ізар-Лойзах з моренськими структурами (червоні) та льодовикові озера (синьо-зелені). Август Ротплетц, 1917 рік

Льодовик Ізар-Лойзах був приземним льодовиком на Баварському передгір'ї під час плейстоцену. Він зародився в районі головного альпійського хребта і просунувся через повністю зледенілу долину Інна і через баварське передгір'я у передальпійську рівнину.

## Поширення
Льодовик Ізар-Лойзах постачався з великого льодовика Інн у Центральних Альпах. Він вийшов з гір до сьогоднішніх долин Ізару, озера Кохель та Лойзаха. Язики льодовика злилися, покриваючи ландшафт безпосередніх схилів і копаючи басейни озера Аммер, озера Штарнберг, вже не існуючого озера Вольфратсхаузен та долини Ізара. Тала вода з льодовика транспортувала гравій, який утворює мюнхенську гравійну рівнину, за межею крижаної області. Її стоки утворювали льодовикову долину Дунаю з іншими північними передгір'ями Альп.

## Вюрмське зледеніння
Найкраще збереглися сліди зледеніння під час льодовикового періоду. У Вюрмі льодовик Ізар-Лойзах із великих льодовиків тепер Німеччини простягався найдалі на північ. Передні льодовики досягали товщини трохи більше 1000 м вище сьогоднішнього рівня.
У максимальній протяжності близько 20000 років тому льодовик досягав Ландсберг-ам-Лех, Графрата, Лойтштеттена, Шефтларна і закінчувався безпосередньо перед Заксенкамом. Так званими нунатаками, що тільки виступали з крижаного покриву, були Пайсенберг та сьогодні вже не надто високий Тішберг.
Відступаючи, льодовик Ізар-Лойзах залишив позаду пейзаж сьогоднішнього альпійського передгір'я, який був надмірно заформований мореною. Формуючими елементами є основні, кінцеві та бічні морени, друмліни та тераси льодовика.

## Малі льодовикові періоди
Оскільки тривалість малих льодовиковий періодів була меншою, ніж наступне Вюрмське зледеніння, їх сліди були значною мірою були перетоплені і їх важко довести. Широкоформатні райони Мюнхенської гравійної рівнини також походять із цих холодних періодів, як і тераси річок Ізар, Вюрм та Ампер. Під тиском наступних шарів і за допомогою дрібних накладів вапна глибші шари цього гравію в районах поблизу Альп значною мірою зминаються до вторинних конгломератів, що характерно для долини Ізара та частин безпосереднього альпійського передгір'я.

## Історія науки
Сліди льодовика Ізар-Лойзах були значущими для вивчення морфології льодовиків у 19 столітті. Появу морени було визначено за проривом Вюрма в Мюльталь в північній частині болота біля Лойштеттена. Послідовності явищ у морфології льодовиків досліджувалися Альбрехтом Пенком.